# Gedenkraam in de Martinikerk (Sneek)
Het gedenkraam in de Martinikerk, ook bekend als bevrijdingsraam,  is een oorlogsmonument in de Nederlandse stad Sneek.

## Achtergrond
Het raam in de Martinikerk herinnert aan de bevrijding van de Duitse bezetting in Nederland door de Canadezen. Kort na de bevrijding werd het initiatief genomen voor een gedenkraam, mede door materiaalschaarste liet de uitvoering op zich wachten. Het raam werd gemaakt door de Haagse kunstenaar Pieter A.H. Hofman.
Op 3 september 1949 werd het gedenkraam, in aanwezigheid van onder anderen commissaris van de koningin Harry Linthorst Homan en burgemeester Ludolf Rasterhoff, onthuld door de Canadese ambassadeur Pierre Dupuy.

## Beschrijving
In het bovendeel van het raam wordt het 'kerkelijk verzet' verbeeld, met aan de linkerzijde Mozes en Aäron en aan de rechterzijde de apostelen Johannes en Petrus. Boven hun hoofden blazen twee engelen op een bazuin. De leeuw aan de kant van het Oude Testament en de adelaar aan de kant van het Nieuwe Testament slaan hun klauwen in een draak die boven in het midden ligt.
In het middendeel van het raam zijn het wapen van Friesland en het wapen van Sneek afgebeeld, met aan de linkerzijde een ridder te paard als symbool van het verzet. De koningin, te paard aan de rechterzijde, verbeeldt de bevrijding en de terugkeer van het koninklijk gezag.
In het onderdeel is links een tafereel te zien met een oorlogsdemon te paard tegen de achtergrond van het verwoeste Rotterdam. Aan de rechterzijde is de Dood met zeis afgebeeld, eveneens te paard, met achter hem de ruïne van de kerk van Arnhem. Op de voorgrond de lichamen van doden en gewonden.
In het onderste deel van het raam zijn het wapen van Nederland en het wapen van Canada geplaatst, met daaronder een strofe van het Lutherlied Ein feste Burg ist unser Gott in een bewerking van Fedde Schurer: 

GOD IS IN HEECH EN STERK KASTIEL,
IN TAFLECHT FOAR DY'T LIJE.
AL WANKT FORDJER FAN FJUR EN STIEL,
SYN MACHT SIL US BIFRIJE